# Jacquemontia heterantha
Jacquemontia heterantha là một loài thực vật có hoa trong họ Bìm bìm. Loài này được (Nees & Mart.) Hallier f. mô tả khoa học đầu tiên.